# United Service Organizations
 Der er for få eller ingen kildehenvisninger i denne artikel, hvilket er et problem. Du kan hjælpe ved at angive troværdige kilder til de påstande, som fremføres i artiklen.

United Service Organizations (USO) er en ideel organisation som organiserer programmer, ydelser og underholdning til amerikanske tropper og deres familier.
USO blev grundlagt 1941 efter ordre fra daværende præsident Franklin D. Roosevelt.
USO Shows blev et sted hvor unge piger underholdt soldater i fronten.
USO Shows har også været på besøg på Sondrestrom Air Base (SAB) og Thule Air Base (TAB)

Normalt var der ikke kvinder ansat på SAB eller TAB før 1976 ?